# Das Lied des goldenen Westens
Das Lied des goldenen Westens (Originaltitel: Can’t Help Singing, Alternativtitel: Das Lied des Wilden Westens) ist ein US-amerikanisches in Technicolor gedrehtes Filmmusical mit Westernelementen aus dem Jahr 1944 mit Deanna Durbin in der Hauptrolle.

## Handlung
Washington zur Zeit des Goldrausches: Senator Martin Frost missbilligt die Romanze zwischen seiner Tochter Caroline und Lt. Robert Latham. Er überredet James K. Polk, seines Zeichens Präsident der USA, Latham nach Kalifornien zu schicken, in der Hoffnung, dass sich die Gefühle von Caroline rasch abkühlen werden. Doch die junge Dame hat eigene Pläne und besteigt einfach den nächsten Zug nach Westen. Der besorgte Vater lobt eine Belohnung von 5000 US-Dollar aus für den, der seine Tochter wohlbehalten zurückbringt. Caroline ist unterdessen vom Zug auf den Planwagen umgestiegen, um ihrem Liebsten zu folgen. Unterwegs gibt es noch so manche Verwechslung, ehe Caroline erkennt, dass sie eigentlich den Draufgänger Johnny Lawler liebt.

## Hintergrund
Nach dem Auftritt als desillusionierte Hostess und Gattin eines psychopathischen Mörders in Christmas Holiday kehrte Deanna Durbin mit Can’t Help Singing wieder zurück in das Genre der leichten Komödie mit reichlich Gesangseinlagen. Das Studio investierte viel Geld in die Produktion, die größtenteils vor Ort in Utah und in Technicolor gedreht wurde. Im Gegensatz zu anderen populären Gesangsstars der Ära wie Alice Faye, Betty Grable oder Judy Garland war Deanna Durbin bislang ausschließlich in Schwarz-Weiß Filmen aufgetreten, hauptsächlich um die Kosten für ihre Produktionen im Rahmen zu halten. Der renommierte Komponist Jerome Kern schrieb die Filmmusik, unter der besonders die Stücke Cant’t Help Singing und Califor-i-ay zu Hits für Deanna Durbin wurden. Walter Plunkett, der als Designer bereits die Kostüme für Vom Winde verweht entworfen hatte, kleidete den Star in eine breite Palette von aufwändigen Ensembles. Selbst mitten in der Wildnis trägt Durbin in jeder Szene ein neues Kleid mit Rüschen, Volants und passenden Handschuhen und Hut. Der Film war ein großer Erfolg an der Kinokasse, doch die Karriere von Deanna Durbin neigte sich allmählich dem Ende entgegen. Ihr Verhältnis zum Studio war über die Jahre zunehmend zu einer gegenseitigen Entfremdung geworden. Beide Seiten hatten unterschiedliche Vorstellungen über die weitere Entwicklung ihres Image, konnten sich jedoch nicht dauerhaft einig werden. Kosten von 2.600.000 US-Dollar machten aus Das Lied des goldenen Westens eine der teuersten Produktionen des Studios.

## Musik
Wie üblich in einem Deanna-Durbin-Film gibt es zahlreiche musikalische Einlagen. Jerome Kern komponierte die Musik. Im Verlauf der Handlung werden folgende Musikstücke verwendet und teilweise mehrfach wiederholt:
- Can’t Help Singing
- Elbow Room
- Any Moment Now
- Swing Your Sweetheart
- More and More
- Californ-i-ay

## Auszeichnungen
Der Film ging mit zwei Nominierungen in die Oscarverleihung 1946:
- Bester Song – More and More (Jerome Kern und E. Y. Harburg)
- Beste Filmmusik (Musikfilm) – Jerome Kern, Hans J. Salter

## Kritik
Bosley Crowther von der New York Times befand, die Menge an exzellenter Songs sei das Beste an dem kitschigen Farbfilm.
Variety beschrieb den Film als ein strahlendes, farbiges und heiteres Filmmusical. Bemerkenswert seien die Melodien von Jerome Kern sowie die akzentuierte Kameraarbeit in Technicolor.
Das Lexikon des internationalen Films sah in dem Werk ein „romantisches Westerndrama mit üppiger Ausstattung, dünner Handlung und gefühlvoller Musik“.